# 約翰·懷斯
約翰·懷斯（挪威語：John Arne Riise，1980年9月24日—）出生於莫德，是一名挪威職業足球員，司職後衛。懷斯最著名的是他左腳的射門力量與及強勁的手力。懷斯之前曾效力阿利辛特、摩納哥、利物浦及羅馬，現已退役。

## 職業生涯
懷斯在家鄉球會阿里辛特開始職業生涯，經過一年一隊生涯，在1998年，他加盟法國的摩納哥。他是1999-2000賽季，摩納哥奪得法甲冠軍的正選球員。可是當年青的懷斯表示他希望離開後就被教練普爾冷落。多間英超球會像布力般流浪及富咸都想簽到他。列斯聯開價4百萬鎊但摩納哥要求6百萬鎊。諷刺地在下一個夏天，利物浦就以4百萬鎊將懷斯收購。

### 利物浦

#### 侯利亞執教時期
他於2001年8月24日歐洲超霸盃對著拜仁慕尼黑的比賽上首次為利物浦上陣。他在上半場接應奧雲的傳球協助球隊在摩納哥的路易斯二世球場以3比2勝出。懷斯加盟時穿著18號球衣，不過自從2004年-2005年賽季開始，他就繼承马库斯·巴贝尔穿起6號球衣。
他在9月15日對著愛華頓的打比戰上面射入一球漂亮的射球，協助紅軍在葛迪遜公園球場以3比1勝出球賽。其後懷斯對著宿敵曼聯時射入一球「世界級」的重炮罰球，利物浦以3-1擊敗曼聯，懷斯的重炮射門一舉成名。
然而，其後懷斯並不能穩固地擔任正選，2002-03和2003-04球季的表現不佳，左後衛的位置經常被加歷查、查奧爾取代，或改任左中場。
直至2004年6月，利物浦領隊侯利亞離任，2004-05賽季由西班牙的賓尼迪斯擔任領隊，懷斯與新領隊會面後，他開始重抬狀態和信心。

#### 賓尼迪斯執教時期
在2004-05年賽季中，懷斯成為利物浦很重要的一部分，他在對著查爾頓的比賽中射入了必須的第一球；跟西布朗的比賽鼓起士氣；在英格蘭聯賽盃決賽對著車路士僅45秒就為利物浦打開紀錄。雖然最後利物浦以2比3敗給車路士。可是他成為利物浦該季英超的作客神射手。
懷斯亦有上陣2005年5月25日在土耳其伊斯坦堡舉行的歐洲聯賽冠軍盃對著AC米蘭的決賽，他在下半場於左路助攻予謝拉特頭球頂入迪達十指關，這亦展開了利物浦追平的序幕，球隊最後追回三球。縱使互射十二碼階段，懷斯的十二碼被AC米蘭門將迪達救出，但利物浦仍在十二碼以3比2擊敗AC米蘭取得第五次歐洲聯賽冠軍盃冠軍。
懷斯在2005-06賽季再次獲得成功，利物浦在聯賽進步了並贏得足總盃。在2006年1月，懷斯簽下新合約，將會效力利物浦直至2009年。在賽季裡，懷斯有很多難忘的回憶。在2006年2月18日，對著曼聯的最後一分鐘，利物浦獲得一球罰球，由懷斯主射。曼聯球員阿倫史密夫擋中射球，但立刻受傷倒地，經過5分鐘後離場，後來証實史密夫的腳脛骨斷裂，而腳根關節亦移位。史密夫嚴重的受傷令到主場和作客的球迷都向他鼓掌致意。史密夫後來回想：「當我阻擋自由球時，我感到我的腳不屬於我。當我望下去，腳躺在一邊但膝蓋卻面向香港，這是我知道我大禍臨頭了。」
當利物浦於2006年4月22日對著車路士的足總盃準決賽中，懷斯為利物浦射入首球，皮球穿過車路士球員人牆的空隙直飛入網，最後利物浦以2-1獲得勝利。決賽於5月13日舉行，對著韋斯咸，在加時後兩隊打和3-3。懷斯射入利物浦第4個12碼，令到利物浦贏得第7個足總盃。他在射入後展露出笑容，因為他在前一年對著AC米蘭的歐聯決賽射失12碼。
懷斯在2006-07賽季前的狀態使人擔憂，因為他在熱身賽犯下一些錯誤，令利物浦失球。但是，在球季開幕的社區盾中對著車路士時，懷斯的狀態回來了，從利物浦的禁區一直跑到車路士的禁區外，並射破古迪仙尼的五指關，為利物浦打開紀錄，最終利物浦以2-1取勝，就好像上屆足總盃準決賽一樣。懷斯於2006年9月23日對著熱刺時又再射入一球遠射，皮球直飛熱刺球門的左下角，為利物浦以3-0勝出。
經過利物浦客場狀態低迷的秋天後，懷斯回應隊友如連拿及加歷查對於爭奪聯賽冠軍無望時說：「我們不會放棄，懦夫才會放棄。」他成為大眾的擁戴對像，因為經常在禁區外射入像火箭一樣的遠射。他已成為利物浦不可或缺的重要一員，被稱為是世界最全面的左後衛之一。
2007年初，懷斯在歐聯賽事對巴塞隆拿的前夕，傳出與隊友比拿美爭執，有人以高爾夫球棍作攻擊。然而作客魯營球場的賽事中，兩人反而各進一球助利物浦獲勝。
2007-08年球季初期，艾比路亞開始取代其正選左後衛的地位，季初幾場賽事懷斯大多移前為左中場，甚至退居後備。
本賽季懷斯的狀態低落，不但欠缺以往的「炮彈式」進球，連防守技術亦退步，因此本賽季奧雷利奧早已成為賓尼迪斯心目中左後衛的首選。在早前足總盃的賽事中，懷斯已因不擅長使用右腳，把一球輕易踢走的傳中球以左腳踢走，卻變成烏龍球，同樣事情再度發生。2008年4月22日的歐聯四強首回合賽事，面對車路士，奧雷利奧傷出由懷斯入替，懷斯在補時階段第94分鐘，因不擅長使用右腳，把一次可輕易用右腳解圍的傳中球頂入自家龍門，此球烏龍球令利物浦失掉重要的作客入球，埋下出局的伏線。
由於本賽季懷斯的表現下滑，利物浦於2008年6月18日以600萬歐元將懷斯轉賣到意甲羅馬。

### 富咸
2011年7月13日懷斯轉投英超球會富咸，簽約三年，轉會費沒有透露，與弟弟併肩作戰。

## 個人生活
他有一個女兒名叫Ariana，是由他前妻Guri Havnevik所生，而與現任妻子Maria Elvegard的女兒Emma於2009年8月4日出生。他有一個弟弟，同樣是一名職業足球運動員。
球場外的懷斯亦都得到不少媒體的注意，在2005年8月，挪威的小報揭露懷斯曾發放不少短訊息予挪威的名媛，以下是該短訊息的中文翻譯本：
「晚安…經過很多類的接觸，我最終得到你的電話號碼。我經常想著你是多麼的迷人、可愛、性感，高尚的氣質。希望我們能夠在一起，我將會邀請你吃一個浪漫的二人晚餐，來自約翰·懷斯的吻。」
「Good evening... After a lot of calling to all kinds of contacts, I finally got your number. I have always thought you are very charming, cute, sexy, fantastic aura, and last but not least, you seem exciting and challenging;) hope we can get in touch, and I will of course invite you on a romantic dinner for two;) kiss from John Arne Riise xxx」
懷斯因此事為不少挪威人取笑。懷斯在不久後表示不想再討論此事，並杯葛挪威小報《自由之路》和《挪威日報》。
懷斯與其前代理人發生金錢糾紛，據報牽涉一宗300萬英鎊的投資騙局，正在挪威法庭審理中，2007年3月30日懷斯因一筆10萬英鎊的未付賬項遭利物浦郡法庭宣判破產，其律師將進行上訴。

## 重要時刻
懷斯的幾個重要時刻和入球：
- 對著 曼聯：於2001年11月4日射入一球20碼的自由球。

- 對著 葉士域治：懷斯在2001-2002賽季最後一天射入兩球，協助球隊奪得該賽季的亞軍，利物浦最後以5比0大勝。

- 對著 車路士：他在聯賽盃決賽（2005年2月7日）開賽僅45秒就為利物浦打開紀錄。

- 對著 伯明翰城: 射入一球20碼的入球，協助球隊以7比0擊敗伯明翰，晉級足總盃第5圈。（2006年3月21日）

- 對著 車路士：他在足總盃準決賽（2006年4月22日）為利物浦射入了揭開序幕的一個自由球，皮球穿過車路士後衛的空隙直飛左下角。利物浦最後贏2比1。

- 對著 車路士：他在球季前的社區盾（2006年8月20日）從利物浦的禁區內引球推進，在大約35碼點施放冷箭，為利物浦先開紀錄。球隊最終贏2比1。

截止2006年12月10日
- 對著 車路士：(2008年)4月22日)歐洲聯賽冠軍盃在主場4強第一回合在95分鐘因馬路達的傳中，懷斯不慎用頭頂入自家龍門，1比1打和，令車路士取得一個作客入球。

## 榮譽

### 摩納哥
冠軍
- 1999/00 法國甲組聯賽
- 2000/01 法國超級盃

### 利物浦
冠軍
- 2001/02 社區盾
- 2001/02 歐洲超霸盃
- 2002/03 聯賽盃
- 2004/05 歐洲聯賽冠軍盃
- 2005/06 歐洲超霸盃

亞軍
- 2001/02 英格蘭超級聯賽
- 2002/03 社區盾
- 2004/05 聯賽盃
- 2005/06 國際足協世界冠軍球會盃
- 2006/07 歐洲聯賽冠軍盃

## 外部連結
- FootballDatabase provides John Arne Riise's profile and stats （页面存档备份，存于）
- ICONS.com Homepage
- Liverpoolfc.tv page